# 韩毓海
韩毓海（1965年11月4日—），男，山东烟台人，中国作家、大学教师。现任教于北京大学中文系。

## 生平
1985年毕业于山东大学中文系，师从孙昌熙从事中国近代史和鲁迅研究，1988年获硕士学位。后入北京大学中文系，师从谢冕，1991年获博士学位。
1996年任日本九州大学访问研究员，1997年赴美国短期访学。著有《新文学的本体与形式》、《锁链上的环：启蒙主义文学在中国》、《摩登者说》、《红玫瑰到红旗：变迁的中国现代观》、《天下：江山走笔》等。2004年《香巴拉的中国》一文获中国作协首届郭沫若散文随笔奖，2002年担任编剧的《我最亲爱的祖国》获中国电视金鹰奖。一直坚持对新自由主义的批判立场。
2009年专著《五百年来的中国与世界》 (台灣：如果出版)，分析了近代500年以来世界格局和经济的变迁，回应李约瑟之谜，從貨幣與國家能力兩方面提出新的解释。